# 阿部亮平 (アイドル)
阿部 亮平（あべ りょうへい、1993年〈平成5年〉11月27日 - ）は、日本のアイドル、タレント、俳優、キャスター、コメンテーター、気象予報士。学位は修士（理工学）。男性アイドルグループ・Snow Manのメンバー。愛称は、あべちゃん、阿部ちゃん、あべべ。
千葉県出身。STARTO ENTERTAINMENT所属。上智大学大学院理工学研究科修了。

## 来歴
引っ込み思案な性格でなかなか友達が作れないことを心配した母親に勧められ、小学2年生からジャズダンスを習い始める。小学3年生からは芸能のオファーが来るクラスに入り、曜日ごとに様々なジャンルのレッスンを受けていた。ダンスの先生から「外部のダンスも学んでこい」と言われたことをきっかけに、母親が応募したバラエティ番組『Ya-Ya-yah』の公開オーディションを受ける。ジャニーズが何かもよく分かっていなかったが、審査は次々突破し、2004年8月12日に小学5年生でジャニーズ事務所に入所。
ジャニーズJr.内ユニットJr.BOYSに所属し活動。2009年にMis Snow Manのメンバーに選ばれる。

2011年8月、学業に専念するため一時活動を休止。ほぼ独学で勉強し、東京都立駒場高等学校卒業後、一般受験で上智大学理工学部に合格。2012年2月に活動再開し、『滝沢歌舞伎2012』の稽古から活動復帰。同年からSnow Manのメンバーとして活動する。
2015年、大学2年時からチャレンジしていた気象予報士試験で合格率4％の難関を突破し5回目の挑戦で合格。同じ回で合格した岸本慎太郎とともにジャニーズ初の気象予報士となる。
2016年4月、上智大学大学院理工学研究科に進学し 理工学専攻情報学領域を専攻。人とコンピューターテクノロジーの関わりを学ぶ。卒業論文は「脳波を信号として取り出す基礎研究」をテーマにし、帝国劇場の公演と重なっていたため研究室に寝泊まりしながら完成させた。大学4年生の頃には各学科で3人のみ選ばれる学業優秀賞を受賞し、2018年3月に大学院を修了した。
2018年10月25日、『愛と青春キップ』で初の外部出演を果たし、岩本照、渡辺翔太とともにトリプル主演を務める。
15年の下積みを経て、結成8年目の2020年1月22日にシングル『D.D./Imitation Rain』でCDデビュー。
2022年7月5日、『今夜はナゾトレ』で自身初の単独レギュラーとして番組に加入。同年7月22日、『NICE FLIGHT!』で連続ドラマ初出演を果たし、スピンオフドラマ『NICE CONTROL!』で初主演を務める。
2024年11月27日、31歳の誕生日に公式Instagramを開設。
2025年1月10日、2019年から3年間務めた「流行ニュース キテルネ！」や、2024年に務めた7月金曜月間パーソナリティーを経て『ZIP!』金曜レギュラーパーソナリティーに就任した。

## 人物
Snow Manの"頭脳"と言われるインテリ担当であり爽やか担当。趣味は勉強、クイズ、英会話であり、特技は円周率の暗唱（100桁以上）。大学院を修了し、気象予報士資格を取得した。
クイズ番組、選挙番組、キャスターとして活躍。ぱっちりとした目、三白眼が特徴。
名前は母親が“りょうちゃん”と呼びたかったことから“亮”の字が決まった。弟には「兄者（あにじゃ）」と呼ばれており、幼少期は兄弟喧嘩をよくしたが、大人になってからは掲載雑誌の話をしたり、一緒に買い物に行ったりすることもある。
幼稚園の頃は工作や科学の実験をするクラブに入り、両親が買ってくれたという「10玉そろばん」や、立体パズルの「ピタゴラス」など、小学校に入る前から図形や数字に触れていた。小学2年生からダンスを習い始め、水泳教室にも通う。小学生の頃から「答えが一つに決まる」算数やパズルが大好きで、将来の夢は「踊れる算数の先生」であった。
ダンススクールに通い始めたタイミングで母親に美容室に連れて行かれ、声をかけてもらえるだろうという狙いで茶髪にされた。阿部の第一印象について渡辺翔太は「金髪のキノコヘア」、宮舘涼太は「金髪の人」、深澤辰哉は「イケイケな人」と振り返っている。
座右の銘は「make each day one's masterpiece」。

### 性格
- 子どものころから負けず嫌いであり、小学生の頃はとにかく苦手な科目をなくして、すべての教科で100点を取りたいという完璧主義者だった[50]。テストでは100点を取れないと悔しく、友達と競い合って円周率100ケタ以上を暗記していた[55]。中学生の頃はジャニーズJr.の活動を言い訳にして勉強をおざなりにしたくなかったため、東京の稽古場までの電車の中では自分でまとめた復習ノートを開いたり、楽屋でも空き時間には勉強していたりしていた[56]。
- 買い物をして品物を受け取らずに帰ったり、新幹線のチケットを前の人の座席のポケットに入れたまま降りてしまうなど、おっちょこちょいで忘れ物が多い一面がある。遠征先のホテルでカードキーを置いたまま出てきてしまうことが多いことから、メンバーに「インキーの鬼」と言われている[57]。

### 趣味・嗜好
- サウナやお風呂が好き[58]。サウナは仕事終わりによく足を運び「サウナしきじ」に行っていることを明かしている[59]。1人でのんびり過ごすことが好きで、岩本照からもらったサウナハットを愛用している[58]。
- ゲームが好きであり、地方公演では阿部の部屋に集まり深澤辰哉、佐久間大介、向井康二の4人で対戦することが恒例となっている[60]。『Johnny's Gaming Room』ではスプラトゥーン3の対戦模様を配信し話題となった[61]。
- 芸術にも造詣が深い[62]。第1回印象派展の開催から150周年を迎えた2024年には日本初開催となる没入型展覧会『モネ＆フレンズ・アライブ』の公式アンバサダーに就任[63]。就任発表会ではグランデ・エクスペリエンセズ グルーバルツアー責任者のロブ・カークと登壇し、流暢な英語で挨拶と通訳を行った[64]。
- 好きな食べ物は母親が作るオーソドックスなカレー[65][66]、いくら[67]、卵かけご飯[39]、ラムネ菓子[68]。Jr.時代はバッグのポケットの一つにお菓子を詰めてよく食べていた[69]。嫌いな食べ物はらっきょう[66]。

### 交友関係
- 同期に深澤辰哉、山田涼介、橋本良亮がいる[12][70]。「同じだけJr.時代を過ごしてきた腐れ縁」と話す1つ学年が上の深澤[12]とは「同期コンビ」と呼ばれており、ともにSnow Manのライブ構成も担当している[71][72]。
- 尊敬している先輩は嵐の櫻井翔[23]。大学院を修了した時には食事に誘われシャンパンでお祝いしてもらい、腕時計のプレゼントをもらった[73]。一人暮らしを始めたタイミングでは、掃除機とポットも買ってもらった[74]。
- 佐久間大介とは「あべさくコンビ」と呼ばれており、「共通点ゼロの両思い」と評されている。2人でハワイや温泉に足を運んだりと仲が良い。佐久間が友人と三社祭に行く際に阿部を誘ったことをきっかけに距離が縮まったことから、その2013年5月19日を「あべさく記念日」とし、ファンの間で親しまれている[75]。「俺は自分のことを根はネガティブだと思ってて、それを受け入れた上でポジティブに考えられる自分がめっちゃ好き。そう思えるようになったのは佐久間のおかげで。」と語る[12]。
- 同い年であるSixTONESの髙地優吾と仲が良く、普段からよく焼き鳥を一緒に食べに行く。髙地も「一番仕事の話をするかもしれない」と阿部との絆を語っている[76]。
- クイズ番組で共演したメイプル超合金・カズレーザーが主催する定期的なクイズ勉強会へ参加したり[77] 、俳優の岩永徹也[46]、えなりかずきやGAGのひろゆきとは、プライベートでもクイズを兼ねた旅行に行くなど交流がある[78]。松丸亮吾とは一緒に脱出ゲームに行く仲[79][80]。
- ふくらPとはプライベートで仲が良く、YouTubeチャンネル『QuizKnock』にクイズ企画を提供したこともある[81][82]。
- Mrs. GREEN APPLEの藤澤涼架とはプライベートでご飯に行くなど交流がある[83]。

### 勉強・クイズ活動

#### 劣等感を感じていたJr.時代
ジャニーズJr.ユニット・J.J.Expressのメンバーにも選ばれなかったように、いつも一緒にいる何人かのメンバーの中、自身だけが呼ばれないことが最初は何度もあり、その度に泣いていた。同期の山田涼介がHey! Say! JUMPとしてデビューしたことで、デビューを強く意識するようになる。Jr.BOYSでの活動は、ダンスが上手いメンバーについていくのに必死で常に劣等感みたいなものを感じていた。
高校生となりMis Snow Manとして活動していく中で自分には何も取柄が無いことに危機感を感じ勉強キャラをつけようと決める。高校生になったタイミングで「ダンス好き？」と先輩に聞かれ「めっちゃ好きです。だってダンスがなくなったら、僕勉強しか残りませんもん」と答えた自身の言葉でアイデンティティーに気づき、勉強がアイドルとしての武器になるかもしれないと考え、早い時期に大学進学を決意する。

#### 活動休止の苦悩と葛藤
高校3年生になって本格的に受験勉強を始めるが、1日12時間の勉強で物理的に時間が確保できなくなり、活動休止を決める。しかしMis Snow Manがなくなり、“岩本たち”と呼ばれるようになって離脱するメンバーもいた最悪に近いタイミングだったため、「グループのことより勉強が大事か？」と宮舘涼太から言われてしまう。自身としては、インテリを武器にできれば必ずグループのためになると思っての決断であったが、宮舘とは溝ができてしまった。しかし「阿部ちゃんのやりたいことなんだから信じて待とう」と、阿部がいないところで深澤が他のメンバーを説得してくれていたことで、最後は全員が納得した。阿部自身は休止直前の『ザ少年倶楽部』の現場で、「YOU、必ず戻ってきてね」とわざわざ声を掛けてきてくれたジャニー喜多川のそのひと言が支えだったと話す。
独学中心であったが冬季講習のみ受け、8月から3月の頭までの半年は毎日12〜13時間勉強した。大学在籍中は、自分がいる時といない時でフォーメーションやセリフが変わり、他のメンバーに2パターン覚えてもらわなければいけないことが苦しく、できるだけ迷惑をかけず、変更点が最小限で済むようセリフや立ち位置の変更などA4の紙にまとめ、スタッフやメンバーに渡していた。大学4年時も、院進したい思いと、メンバーにこれ以上迷惑はかけたくないという思いで悩んだが、深澤や他のメンバーからの「人に迷惑をかけるのはほめられたことじゃない。でも、メンバーだけは別だろ。いくらでも迷惑かけろよ！」という言葉に背中を押され進学を決めた。

#### インテリキャラの確立
2015年、気象予報士試験に合格。その後、舞台『滝沢歌舞伎 2017』『JOHNNYS' ALL STARS IsLAND』では会場ロビーに「あべちゃんの天気予報」という手書きの紙を掲示し、ファンに好評を博した。
「ジャニーズのなかでもオンリーワンの知性派キャラクター」「ジャニーズきっての頭脳派」「ジャニーズ最強のインテリ」と言われるようになり、クイズバラエティ番組『くりぃむクイズ ミラクル9』 や、才能を競うバラエティ番組『プレバト!!』、高学歴の出演者達が多く参加するクイズ番組『ザ・タイムショック』 など、数々のクイズ番組に出演。2020年1月24日に放送された『クイズ!あなたは小学5年生より賢いの?』にて全問正解し、番組史上2人目となる賞金300万円を獲得した。
2020年のステイホーム期間中にはジャニーズJr.公式エンタメサイト「ISLAND TV」でクイズ動画を配したことをきっかけに川島如恵留、本髙克樹、福本大晴、那須雄登、浮所飛貴で「ジャニーズクイズ部」を結成。同年8月10日に放送された『クイズプレゼンバラエティー Qさま!!』では「ジャニーズクイズ部」としてテレビデビューし、その後も度々番組出演している。
2022年には24本ものクイズ番組に出演した。
個人としてチャレンジしたいこととしては、一貫してキャスターを目指したいとしている。情報番組にSDGsスペシャルキャスターとして出演したり、選挙特番にもゲスト出演するなど、活躍の場を広げている。
その他
- 舞台『滝沢歌舞伎』において、客席の頭上を通る刀投げが成功する角度と力について「45度の角度で15ニュートンの力で投げると良い」と計算したというエピソードをもつ。2020年に岩本照が『SASUKE』に出演する際には、「3rdステージの新エリアの動くタイミング（と自分の動くタイミング）を知りたい」と言われ、テレビを何回も巻き戻しと再生をしながら周期を割り出し、どのタイミングでどう動けばいいかということを分析した長文を送った。
- ジャニーズJr.の公式YouTubeチャンネル「ジャニーズJr.チャンネル」にて『3年J組 阿部ちゃん先生』という、阿部が先生役となって生徒役の他のSnow Manのメンバーにクイズを出題する企画コーナーを担当し人気を博す。2022年にはグループ公式YouTubeでこのコーナーを復活させた。
- 将来は演出装置を開発する など、大学で学んだ技術を自分たちの公演の演出に活かしたいと明かしていたが、『Snow Man LIVE TOUR 2021 Mania』では本人考案の「スノインザボックス」や『Snow Man LIVE TOUR 2022 Labo.』では「スノクラゲ」「アイアーチ」といったライブ演出を実現させている。

#### 取得資格
- 児童英検1級（小学生時代）[105]
- 実用英語技能検定準2級（中学時代）[106]
- 気象予報士（2015）
- 世界遺産検定2級（2017）[2]
  - 世界遺産検定1級（2024）[107]
- 天文宇宙検定3級（2021）[108]
- 日本漢字能力検定準1級（2023）[94]
- Microsoft Office Specialist（略称：MOS）Excelスペシャリスト 満点合格（2023）[109]
- ダイビングライセンス（2023）[110]

## 出演

### テレビドラマ
- 簡単なお仕事です。に応募してみた 第5話（2019年8月10日、日本テレビ）[111][112]
- NICE FLIGHT!（2022年7月22日 - 9月9日、テレビ朝日） - 夏目幸大 役[113]
- GO HOME〜警視庁身元不明人相談室〜（2024年7月13日 - 9月28日、日本テレビ） - 手嶋淳之介 役[114]
- あなたを奪ったその日から（2025年4月21日 - 6月30日、関西テレビ・フジテレビ） - 玖村毅 役[115][116]

### 配信ドラマ
- NICE FLIGHT! スピンオフドラマ『NICE CONTROL!』（2022年8月20日 - 9月3日、全3話、TELASA） - 主演・夏目幸大 役[117][118][119]

### テレビ番組
- くりぃむクイズ ミラクル9（2017年9月13日 - 、テレビ朝日） - 不定期出演[注釈 3][121][122]
- ZIP!（2019年4月29日 - 2022年3月28日、2024年7月12日・19日、日本テレビ） - 「流行ニュース キテルネ！」リポーター[85][123]
  - （2024年7月5日 - 26日、日本テレビ） - 7月金曜パーソナリティー[124][125]
  - （2025年1月10日 - 、日本テレビ） - 金曜レギュラーパーソナリティー[126]
- 広島テレビ開局60年記念番組 いま動こう!みんなで防災PROJECT 学校では教えてくれない!みんなの防災教室（2021年3月13日、広島テレビ / 2021年3月21日、BS日テレ）[127]
  - 学校では教えてくれない!みんなの防災教室2（2021年10月15日、広島テレビ） - 学級委員長[128]
  - Snow Man 阿部亮平の学校では教えてくれない!みんなの防災教室3（2022年6月24日、広島テレビ）[129]
  - Snow Man 阿部亮平の学校では教えてくれない！みんなの防災教室4（2023年9月22日、広島テレビ）[127]
  - Snow Man 阿部亮平の学校では教えてくれない！みんなの防災教室5（2024年9月23日、広島テレビ）[127]
- Live News イット!（2022年3月10日[130] - 2023年1月27日[131]、フジテレビ） - SDGsスペシャルキャスター、気象予報士として4回出演[132]
  - （2023年4月18日 - 2024年3月21日、フジテレビ） - マンスリースペシャルキャスター[132][133]
- 今夜はナゾトレ（2022年7月5日 - 、フジテレビ） - レギュラー[134]
- 思考ガチャ!（2023年3月15日、NHKEテレ） - エルフ荒川とMC[135]
- 佐渡島の金山世界遺産登録決定記念番組 Snow Man阿部亮平の佐渡島の金山！大解明SP（2024年8月16日、新潟総合テレビ）[136][注釈 4]
- アベレーザーの見見学学（2025年8月16日、テレビ朝日） - カズレーザーとMC[138]

### ドキュメンタリー番組
- 僕たちは戦争を知らない〜1945年を生きた子どもたち〜（2022年8月14日、テレビ朝日）[139]
- 僕たちは戦争を知らない 〜戦禍を生きた女性たち〜（2023年8月13日、テレビ朝日）[140]

### 映画
- HOT SNOW（2011年7月9日公開、メディアプルポ）主演・龍崎彰彦 役（Mis Snow Manとして主演）[141]
- 劇場版 私立バカレア高校 （2012年10月13日公開、ショウゲート） - 汐見陸 役[142]
- 劇場版 仮面ティーチャー（2014年2月22日公開、ショウゲート） - 書記 役[143]
- ラスト・ホールド!（2018年5月12日公開、松竹） - 中道学 役[144]
- 映画 少年たち（2019年3月29日公開、松竹） - ホスト 役 [145]
- おそ松さん（2022年3月25日公開、東宝）主演・クローズ 役（Snow Manとして主演）[146]

### 舞台
- SUMMARY
  - Johnnys Theater"SUMMARY"of Johnnys World（2004年8月8日 - 29日、原宿新ビッグトップ）[147]
  - Johnnys Theater"SダUイMジMェAスRトY2005"（2005年7月26日 - 9月4日、品川アクアスタジアム内 Johnnys Theater）[148]
  - SUMMARY 2008（2008年8月2日 - 9月5日、お台場青海J地区特設会場Johnnys Theater）[149]
- DREAM BOY
  - KAT-TUN vs 関ジャニ∞ Musical Dream Boys（2006年1月3日 - 29日、帝国劇場）[150]
  - DREAM BOYS（2008年3月4日 - 30日、帝国劇場）[149]
- 滝沢演舞城
  - 滝沢演舞城（2006年3月7日 - 4月25日、新橋演舞場）[150]
  - 滝沢演舞城 2007（2007年7月3日 - 29日、新橋演舞場）[151]
- PLAYZONE FINAL 1986-2008〜SHOW TIME Hit Series〜 Change（2008年7月6日 - 8月8日、青山劇場）[149] - 1幕にのみ出演[152]
- 愛と青春キップ（2018年10月25日 - 11月11日、オルタナティブシアター / 11月17日・18日、京都劇場） - 主演・西岡修一 役（岩本照、渡辺翔太とトリプル主演）[153]
- 市川海老蔵 第五回自主公演『ABKAI 2019〜第一章 FINAL〜』（2019年11月5日 - 25日、シアターコクーン） - 手塚太郎光盛 役[154]

### コンサート
- ジャニーズJr. の大冒険!＠メリディアン（2006年8月15日 - 25日、お台場・ホテルグランパシフィックメリディアン「パレロワイヤル」）[150]
- you達の音楽大運動会（2006年9月30日 - 10月1日、国立代々木第一体育館）[150]
- 2007年謹賀新年あけましておめでとう ジャニーズJr.大集合 日本武道館 5日間公演（2007年1月2日 - 7日、日本武道館）[151]
- ジャニーズJr. の大冒険!'07＠メリディアン（2007年8月15日 - 24日、お台場・ホテルグランパシフィックメリディアン「パレロワイヤル」）[151]
- JOHNNYS' Jr. Hey Say 07 in YOKOHAMA ARENA（2007年9月23日・24日、横浜アリーナ）[151]

### イベント
- KANSAI COLLECTION 2024 AUTUMN＆WINTER（2024年8月1日、京セラドーム大阪） - シークレットMC[155]

### CM
- ロート製薬「OXYデオドラントボディローション」（2008年） - 深澤辰哉、宮舘涼太、加藤冠、大川慶吾と共演[156]
- AOKIホールディングス スーツデビュー・スーツ全品半額「スーツデビュー」篇（2013年2月7日 - ）[157]
- セブンネットショッピング ｢SILVERSNOW｣イメージキャラクター（2021年1月7日 - ） - 向井康二と共演[158][159]
- アサヒ飲料「三ツ矢サイダー」（2021年5月18日 - ） - 櫻井翔、相葉雅紀、山田涼介、目黒蓮と共演[160]
- ユーキャン
  - 「チャレンジユーキャン2023」（2023年1月 - ）[161]
  - 「チャレンジユーキャン2025」（2025年1月 - ） - 大橋和也と共演[162][163]
- 不二家「ホームパイ」ブランドキャラクター（2025年3月20日 - ）[164]
- チョーヤ梅酒「ウメッシュ 本格梅酒ソーダ」「The CHOYA ウメッシュ」ブランドアンバサダー（2025年3月29日 - ）[165][166]

### アンバサダー
- 没入型展覧会『モネ&フレンズ・アライブ』（2024年7月12日 - 9月29日、日本橋三井ホール / 2025年1月4日 - 3月30日、デザイン・クリエイティブセンター神戸） - 公式アンバサダー[63][167]

## 作品

### ソロ曲
| 曲名                     | リンク     | 作詞     | 作曲     | 振付 | JASRAC 作品コード | 名義     | 収録                                         |
| ------------------------ | ---------- | -------- | -------- | ---- | ----------------- | -------- | -------------------------------------------- |
| いっそ、嫌いになれたら。 | [ 動画 1 ] | コバソロ | コバソロ |      | 315-2642-0        | Snow Man | アルバム『THE BEST 2020-2025』〈通常盤〉収録 |

### ユニット曲
| 曲名             | リンク     | 作詞                            | 作曲                            | 振付 | JASRAC 作品コード | メンバー                     | 収録                                     |
| ---------------- | ---------- | ------------------------------- | ------------------------------- | ---- | ----------------- | ---------------------------- | ---------------------------------------- |
| 360ｍ            | [ 動画 2 ] | Nobuhiro Tahara                 | Nobuhiro Tahara                 |      | 265-8490-5        | 渡辺翔太&阿部亮平&目黒蓮     | アルバム『Snow Mania S1』〈初回盤B〉収録 |
| Color me live... | [ 動画 3 ] | Funk Uchino                     | Geek Boy Al Swettenham HIKARI   | PURI | 1R1-5577-8        | 阿部亮平&宮舘涼太&佐久間大介 | アルバム『Snow Labo. S2』〈初回盤B〉収録 |
| Gotcha!          | [ 動画 4 ] | Atsushi Shimada 坂室賢一 草川瞬 | Atsushi Shimada 坂室賢一 草川瞬 | PURI | 284-0096-8        | 向井康二&阿部亮平            | アルバム『i DO ME』〈通常盤〉収録        |
| ナイトスケープ   |            | Kaz Kuwamura                    | p.e.t. Kaz Kuwamura             |      | 309-0207-0        | 深澤辰哉&阿部亮平&宮舘涼太   | アルバム『RAYS』〈初回盤B〉収録          |

### 作詞・作曲
| 曲名                        | リンク     | 作詞     | 作曲                   | JASRAC 作品コード | 名義     | 収録                              |
| --------------------------- | ---------- | -------- | ---------------------- | ----------------- | -------- | --------------------------------- |
| 紹介RAP 〜We are Snow Man〜 | [ 動画 5 ] | 阿部亮平 | 阿部亮平 前田佑 栗原暁 | 249-4121-2        | Snow Man |                                   |
| Nine Snow Flash             |            | 阿部亮平 | 渡辺徹 阿部亮平        | 284-0100-0        | Snow Man | アルバム『i DO ME』〈通常盤〉収録 |

## 書籍

### 雑誌連載
- ぴあ『SODA』「Snow Man 阿部亮平研究室」（2020年5月号 - ）[178]

### 新聞連載
- 『読売新聞』気象予報士によるくらし面掲載のエッセイ「空を見上げて」（2021年7月11日 - 不定期寄稿[要出典]）[179]